# Heterodactylus septentrionalis
Espèce
Heterodactylus septentrionalis est une espèce de sauriens de la famille des Gymnophthalmidae.

## Répartition
Cette espèce est endémique de l'État de Bahia au Brésil. Elle se rencontre dans la Chapada Diamantina.

## Étymologie
Le nom spécifique de cette espèce, septentrionalis, fait référence à sa répartition septentrionale par rapport aux deux autres espèces connues de ce genre lors de sa description.

## Publication originale
- Rodrigues & de Freitas & Silva, 2009 : New species of earless lizard genus Heterodactylus (Squamata: Gymnophthalmidae) from the Highlands of Chapada Diamantina, State of Bahia, Brazil. Journal of Herpetology vol. 43 no 4, p. 605-611 (texte intégral).